# Ilse Steppat
Ilse Paula Nosseck, geborene Steppat  (* 30. November 1917 in Barmen; † 21. Dezember 1969 in Berlin-Tempelhof), war eine deutsche Theater- und Filmschauspielerin.

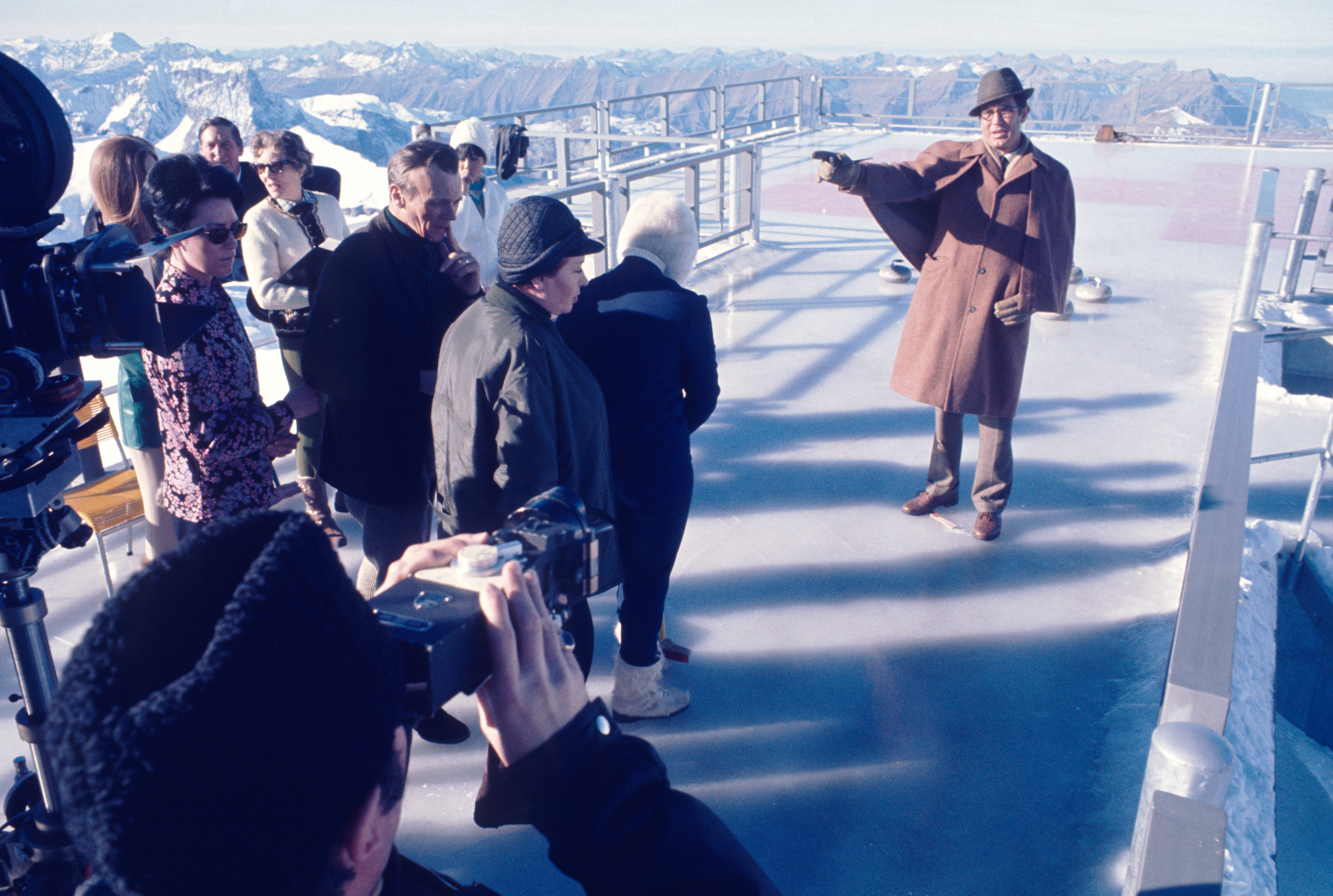
Ilse Steppat (in Bildmitte, mit Hut) und George Lazenby bei den Dreharbeiten zu Im Geheimdienst Ihrer Majestät auf dem Schilthorn (November 1968)

## Leben
Ilse Steppat erhielt im Herbst 1933 ihr erstes Engagement am Städtischen Theater von Rheydt. Es schlossen sich Auftritte in Düsseldorf, Osnabrück und Oldenburg an. 1937 wurde sie Mitglied des Ensembles der Volksbühne Berlin, weitere Stationen waren das Alte Theater in Leipzig, das Meininger Theater und kurz nach dem Zweiten Weltkrieg das Hebbel-Theater in Berlin.
1947 spielte sie im Film Ehe im Schatten, der das tragische Schicksal des Schauspielers Joachim Gottschalk zeigte, seine jüdische Ehefrau.
Zeitweilig war die Mimin auch als Synchronsprecherin im Einsatz und lieh beispielsweise Lana Turner in Die drei Musketiere ihre rauchige Stimme.
1954 erhielt sie den Deutschen Kritikerpreis.
In den sechziger Jahren spielte Ilse Steppat in einigen Edgar-Wallace-Filmen mit, darunter Die Gruft mit dem Rätselschloß, Der unheimliche Mönch oder Die blaue Hand. Dadurch erlangte sie große Bekanntheit in Deutschland.
Die einzige englischsprachige Rolle spielte Steppat im James-Bond-Film Im Geheimdienst Ihrer Majestät. Bei dem ersten englischsprachigen Gespräch zwischen der Schauspielerin und dem Produzenten Albert R. Broccoli verwechselte Steppat „verlobt“ (englisch: „engaged“) mit dem Wort „engagiert“. Trotzdem bekam sie die Rolle der Handlangerin des Schurken Ernst Stavro Blofeld (Telly Savalas), auch weil Regisseur Peter R. Hunt die von Harry Saltzman (neben Broccoli gleichberechtigter Inhaber der Produktionsfirma Eon Productions) eigentlich favorisierte griechische Schauspielerin Irene Papas für zu sympathisch hielt.
Steppat war mit dem Regisseur Max Nosseck verheiratet. Die Eheschließung fand am 29. Oktober 1955 in Berlin-Zehlendorf statt, die Ehe wurde geschieden. Ilse Steppat starb am 21. Dezember 1969 um 15:38 Uhr im St. Joseph Krankenhaus in Berlin-Tempelhof im Alter von 52 Jahren, zwei Tage nach dem Kinostart des James-Bond-Films in der Bundesrepublik. Sie wohnte zuletzt in der Kaubstraße 8 in Berlin-Wilmersdorf. Ihre Grabstätte befindet sich auf dem Waldfriedhof Dahlem in Berlin.

## Filmografie

### Kinofilme
- 1947: Ehe im Schatten
- 1949: Die Brücke
- 1949: Die blauen Schwerter
- 1950: Der Mann, der zweimal leben wollte
- 1950: Der Fall Rabanser
- 1951: Die Tat des Anderen
- 1951: Was das Herz befiehlt
- 1951: Die Schuld des Dr. Homma
- 1951: Hanna Amon
- 1952: Wenn abends die Heide träumt
- 1952: Lockende Sterne
- 1953: Der Kaplan von San Lorenzo
- 1954: Rittmeister Wronski
- 1954: Phantom des großen Zeltes
- 1955: Oberarzt Dr. Solm
- 1955: Der dunkle Stern
- 1955: Die Ratten
- 1955: Der Hauptmann und sein Held
- 1956: Waldwinter
- 1956: Weil du arm bist, mußt du früher sterben
- 1957: Der Adler vom Velsatal
- 1957: Bekenntnisse des Hochstaplers Felix Krull
- 1958: Nachtschwester Ingeborg
- 1958: Madeleine Tel. 13 62 11
- 1958: Der achte Wochentag
- 1958: Romarei – Das Mädchen mit den grünen Augen
- 1959: Sehnsucht hat mich verführt
- 1960: Pension Schöller
- 1960: Im Namen einer Mutter
- 1960: Auf Engel schießt man nicht
- 1962: Die Post geht ab
- 1963: Apartment-Zauber
- 1963: Der Unsichtbare
- 1964: Die Gruft mit dem Rätselschloß
- 1965: Der unheimliche Mönch
- 1966: Karriere (A belles dents)
- 1967: Die blaue Hand
- 1968: Der Tod im roten Jaguar
- 1969: Im Geheimdienst Ihrer Majestät (On Her Majesty’s Secret Service)

### Fernsehen
- 1957: Der entscheidende Augenblick
- 1957: Das Geheimnis
- 1957: Der versteinerte Wald
- 1958: Sie schreiben mit
- 1961: Der jüngste Tag
- 1961: Schau heimwärts, Engel
- 1964: Das Haus der Schlangen
- 1964: Hafenpolizei – Reisebegleiterin gesucht
- 1965: Sie schreiben mit – Die Entscheidung
- 1965: Der Krake
- 1965: Niemandsland
- 1966: Hinter diesen Mauern
- 1968: Hauptstraße Glück
- 1968: Eine etwas sonderbare Dame
- 1968: Liliomfi
- 1968: Altaich
- 1968: Berliner Antigone
- 1969: Alle Hunde lieben Theobald – Diana und die Landgräfin

## Synchronrollen
| Jahr der Synchronisation | Filmtitel                  | Rolle             | Darsteller   | Jahr der Dreharbeiten |
| ------------------------ | -------------------------- | ----------------- | ------------ | --------------------- |
| 1950                     | Die Affäre Macomber        | Margaret Macomber | Joan Bennett | 1948                  |
| 1950                     | Gefährliche Begegnung      | Alice Reed        | Joan Bennett | 1944                  |
| 1950                     | Die drei Musketiere (1948) | Lady de Winter    | Lana Turner  | 1948                  |

## Hörspiele
- 1947: Walter Hasenclever: Antigone – Regie: Peter Bejach (Berliner Rundfunk)
- 1947: Hedda Zinner: Erde – Regie: Hedda Zinner (Berliner Rundfunk)
- 1947: Hans Sattler: Der Weg aus dem Dunkel – Regie: Alfred Braun (Berliner Rundfunk)
- 1958: Dieter Meichsner: Auf der Strecke nach D. – Regie: Curt Goetz-Pflug (Hörspiel – SFB)